# Lambert II de Nantes
Lambert II de Nantes fou comte de Nantes, comte de Rennes i comte d'Anjou, de la família franca dels Widònides que controlava des de feia mig segle la Marca de Bretanya i el comtat de Nantes que n'era el centre.

## Biografia
Lambert II de Nantes era el segon fill del comte Lambert I de Nantes i de la seva esposa Rotruda. Després de la destitució i l'exili a Itàlia el 831 del seu pare, partidari de Lotari I, Lambert que, segons la "Crònica de Nantes", havia estat criat entre els bretons, es va quedar al Nantès amb el seu germà Garnier (o Warnar).
Lambert va combatre amb el comte Ricuí de Nantes (qui era potser el seu sogre) en els rangs de l'exèrcit de Carles II el Calb a la batalla de Fontenoy-en-Puisaye el 25 de juny del 841. Ricuí va morir però el comtat de Nantes, que Lambert considerava com el seu legítim heretatge, fou confiat pel rei Carles al comte Renald d'Herbauges. Lambert va abandonar llavors el partit del rei i es va aliar al bretó Nominoe.
Renald de Nantes va derrotar el rebel Lambert i els seus aliats bretons i als vikings de Hasting a la batalla de Messac però poc després fou derrotat i mort a la batalla de Blain el 24 de maig del 843 o sigui « IX Kalendas junii » segons la Crònica d'Aquitània. Lambert va ocupar Nantes però no la va poder conservar sent ocupada pels normands, abans els seus aliats. Una versió diu que els nantesos van refusar de reconèixer a Lambert com a comte, ja que aquest darrer era sospitós d'haver guiat als normand que el 24 de juny del 843 van saquejar la ciutat i van matar el bisbe Gohard de Nantes a la seva catedral. Després de la sortida dels seus temibles aliats, Lambert es va fer finalment amo de Nantes.
Lambert va matar en un combat el 844 al comte Bernat II de Poitiers i el fill i successor de Renald: Hervé d'Herbauges.
La situació de Lambert a Nantes fou precària fins al 845 quan els bretons de Nominoe van fer una ofensiva, van vèncer als francs a Ballon, i van ocupar Roazhon (Rennes), Naoned (Nantes) i Gwened (Vannes), tot el territori de l'antiga Marca Bretona, i en les seves incursions arribarien fins i tot a l'Anjou i el Vendomès. Lambert II de Nantes li donava suport però després d'ocupar Nantes i Angers, avançat el 845, a finals d'octubre o començament de novembre d'aquest any, Lambert, ja satisfet amb el que tenia, va abandonar el partit de Nominoe i es va sotmetre al rei que li va confirmar el comtat de Nantes (probablement amb Rennes) i el comtat d'Anjou.
No obstant Carles va haver de reconèixer la independència bretona el maig del 846; l'autoritat de Nominoe fou confirmada sobre tota la Bretanya que esdevenia regne independent i no hauria de pagar més tributs al rei de França. Això permetia al rei una llibertat d'acció a la Marca (Nantes, Rennes) i a l'agost del 846 Lambert fou destituït com a comte de Nantes i probablement de l'Anjou (que no estaven dins els dominis de Nominoe), rebent a canvi l'abadia laica de Saint-Colombe de Sens. Carles va cedir el comtat de Nantes i segurament el d'Anjou a un dels seus fidels Amauri, que va governar tres anys (846-849).
Quan Nominoe va ocupar Angers i terres veïnes el 849, Carles el Calb va haver de tornar a cridar pels comtats a Lambert al que va conferir la investidura dels comtats de Nantes, de Rennes i els territoris al sud del Loira (segurament amb l'Anjou); però Lambert II (amb el suport del seu germà Warnar) no va tardar a trair al rei i retornar a l'aliança amb Nominoe. Les forces de Carles van atacar els dominis de Lambert, i Nominoe va envair llavors Nantes i Rennes el 850 en ajut del seu aliat, i junts va llençar incursions "amb inenarrable fúria" contra el Bessin i el comtat del Maine. L'estiu del 850 Carles el Calb es va dirigir a Rennes però va evitar la lluita en camp obert; va establir guarnicions a la ciutat de Rennes i a la de Nantes i va nomenar com a comte de Rennes i Vannes a Amauri; però quan va abandonar la zona Lambert i Nominoe van derrotar a les guarnicions de les dues ciutats i les van recuperar (15 d'agost de 850); Amauri fou fer presoner i les fortificacions foren desmantellades per evitar la tornada dels francs.
Lambert va acompanyar a Nominoe el 851 en la seva ofensiva a Nèustria. Després de la mort sobtada del cap bretó a Vendôme el 7 de març del 851, Lambert prengué la direcció de l'exèrcit bretó en jubilació. Després va participar al costat d'Erispoe, fill i successor de Nominoe, a la batalla de Jengland, prop del Grand-Fougeray, on les tropes de Carles el Calb foren aixafades el 22 d'agost. Abans de la fi de l'any, un acord de pau fou signat entre Carles el Calb i Erispoe; aquest darrer va obtenir el títol reial i la cessió definitiva de l'antiga Marca de Bretanya amb Rennes i Nantes. Lambert va perdre tota esperança d'implantar-se a la regió.
Lambert, del qual la germana Dova era abadessa de Saint-Clément a Craon, va intenta crear-se un domini entre el baix Maine i l'Anjou però fou mort l'1 de maig del 852 en una emboscada preparada per un rorgònida, Gausbert de Maine «el Jove», que s'inquietava dels seus progressos a costa del patrimoni de la seva família.